# Bembridge
Bembridge är en ort och civil parish i Storbritannien.   Den ligger i grevskapet Isle of Wight och riksdelen England, i den södra delen av landet, 110 km sydväst om huvudstaden London. Bembridge ligger 18 meter över havet och antalet invånare är 3 570. Den ligger på ön Isle of Wight.
Terrängen runt Bembridge är platt. Havet är nära Bembridge åt sydost. Närmaste större samhälle är Portsmouth, 12,5 km norr om Bembridge. 